# Wołczyn (công xã)
Gmina Wołczyn là một vùng thành thị-nông thôn (quận hành chính) ở Kluczbork, Opole Voivodeship, ở phía tây nam Ba Lan. Khu hành chính của nó là thị trấn Wołczyn, nằm khoảng 12 kilômét (7 mi) về phía tây của Kluczbork và 40 km (25 mi) phía bắc thủ đô khu vực Opole.
Gmina có diện tích 240,86 kilômét vuông (93,0 dặm vuông Anh), và tính đến năm 2006, tổng dân số của nó là 14.458 (trong đó dân số của Wołczyn lên tới 6.139, và dân số của vùng nông thôn của Gmina là 8.319).
Gmina chứa một phần của khu vực được bảo vệ gọi là Công viên Cảnh quan Stobrawa.

## Làng
Ngoài thị trấn Wołczyn, Gmina Wołczyn chứa các làng và các khu định cư của Bruny, Brynica, Brzezinki, Duczów Maly, Duczów Wielki, Gierałcice, Komorzno, Krzywiczyny, Ligota Wołczyńska, Markotów Duży, Markotów Maly, Rożnów, Skałągi, Świniary Nam, Świniary Wielkie, Szklarnia Szymonkowska, Szum, Szymonków, Wąsice, Wierzbica Dolna, Wierzbica Górna và Wierzchy.

## Gmina lân cận
Gmina Wołczyn giáp với Gmina của Byczyna, Domaszowice, Kluczbork, Murów, Pokój, Rychtal và Trzcinica.